# Yoweri Museveni
Yoweri Kaguta Museveni (Ntungamo, 15 augustus 1944) is de huidige president van Oeganda. Hij bekleedt deze functie sinds 29 januari 1986.

## Biografie
Museveni voerde vijf jaar lang een jungle-oorlog tegen het schrikbewind van Milton Obote. Hij gebruikte als een van de eersten op grootschalige basis kindsoldaten. Eenmaal aan de macht vestigde hij een systeem waarin geen politieke partijen waren toegelaten.
Door de vrede en een tamelijk goed bestuur ging de Oegandese economie spectaculaire groeicijfers vertonen. In tegenstelling tot de meeste Afrikaanse leiders bond Museveni de strijd aan met de aids-epidemie door zijn onderdanen het gebruik van condooms aan te bevelen. Met het resultaat, dat in Oeganda de ziekte veel minder slachtoffers heeft gemaakt.
Uitzondering op de landsvrede vormt het noorden van Oeganda, waar sinds 1987 het Verzetsleger van de Heer, een groep die wordt geleid door Joseph Kony, dood en verderf zaait. Museveni voerde een harde strijd tegen deze guerrillastrijders, drong aan op vervolging van de leiders door het Internationaal Strafhof, om vervolgens eind 2006 een onderhandse vrede te sluiten.
Verder was Oeganda onder Museveni betrokken bij de Eerste en Tweede Congolese Burgeroorlog. De officiële reden die Oeganda hiervoor gaf was dat de veiligheid van Oeganda door haar grenzen met Congo werd bedreigd. Het Internationaal Hof van Justitie in Den Haag oordeelde echter op 19 december 2005, dat een land voor de verdediging van zijn grenzen geen honderden kilometers hoeft door te dringen in een buurland. Oeganda werd veroordeeld tot het betalen van een aanzienlijke schadevergoeding aan Congo voor het doden en verdrijven van Congolese burgers en voor de diefstal van Congolese bodemschatten.
Het 'geenpartijenstelsel' van Museveni was op 28 juli 2005 inzet van een volksstemming, door de niet-erkende oppositie afgedwongen. Een meerderheid koos voor invoering van een meerpartijenstelsel. De grondwet werd hierop aangepast, en Museveni liet direct maar opnemen dat een president gekozen kan worden voor meer dan twee termijnen. De verkiezingen van 2006 en van 2011 heeft hij gewonnen van zijn vroegere lijfarts en minister Kizza Besigye, die regelmatig wordt vervolgd en nu probeert de massa's te mobiliseren. Museveni werd op 12 mei 2011 beëdigd voor een vierde termijn van vijf jaar.
Inmiddels maakt Museveni's zoon Muhoozi Kainerugaba een bliksemcarrière in het leger en verwacht werd dat hij zijn vader in 2016 zou opvolgen. Bladen die hiertegen waarschuwen worden terstond verboden. Journalisten die demonstreren tegen het verbod van kranten en de sluiting van zenders worden gearresteerd. In 2016 behaalde Museveni echter weer de overwinning bij de presidentsverkiezingen en begon hij aan een vijfde regeringstermijn. In 2021 won hij wederom, dit keer versloeg hij bekende de Oegandese zanger Bobi Wine. Echter was deze overwinning niet zonder slag of stoot: Museveni wordt door de oppositie beticht van fraude en Wine roept het volk op om de verkiezingsresultaten te verwerpen.
In juni 2025 maakte Yoweri Museveni zijn kandidatuur voor de presidentsverkiezingen van januari 2026 bekend.
Edward Mutesa · Milton Obote · Idi Amin · Yusuf Lule · Godfrey Binaisa · Paulo Muwanga · Presidentiële commissie · Milton Obote · Bazilio Olara-Okello · Tito Okello · Yoweri Museveni